# What Can I Say After I Say I’m Sorry
What Can I Say (Dear) After I Say I’m Sorry  ist ein Popsong, den Walter Donaldson und Abe Lyman (Musik und Text) verfassten und 1926 veröffentlichten.

## Hintergrund
Der Bandleader Abe Lyman stellte den Song mit seinem Abe Lyman's California Orchestra vor (Brunswick). Der in G-Dur in der Form ABAC geschriebene Song ist ziemlich konventionell; im Hauptthema werden Terzen mit wiederholten Noten in punktiertem Rhythmus kombiniert. Im Liedtext wurde das Wort dear einschoben, um den Rhythmus einzuhalten. Höhepunkt des Songs ist der C-Abschnitt, bei den Worten I'm so sorry, dear.

## Erste Aufnahmen
Zu den ersten Musikern, die den Song coverten, gehörten  Bailey's Lucky Seven (Gennett 3243, mit Red Nichols, Benny Krueger u. a.), der Pianist J. Lawrence Cook, die Sänger Irving Kaufman (unter dem Pseudonym Frank Harris, Columbia 607-D), Stanley Kirby (Edison Bell 4462), Josephine Baker und Annette Hanshaw (Pathé) sowie die Orchester von Fred Douglas (Regal G8680), Paul Ash (Gesang: Milton Watson) und Jack Bleake (Columbia 4128), in England The Savoy Orpheans, und  Percival Mackey's Band (Columbia 7147).
1926 spielten Mitglieder von Ben Pollack's Orchestra bei Earl Baker in Seattle privat einige Nummern ein, darunter What Can I Say, aufgenommen auf einem Edison Phonograph und 12 Wachszylindern.

## Spätere Coverversionen
Der Diskograf Tom Lord listet im Bereich des Jazz insgesamt 160 (Stand 2015) Coverversionen, u. a. von Lucky Millinder, Dinah Washington, Frank Sinatra, Nat King Cole,  Peggy Lee, Benny Goodman, Buddy DeFranco, Red Garland, Pee Wee Russell, Keely Smith/Nelson Riddle, King Pleasure, Charlie Shavers, Jo Stafford, Ella Fitzgerald, Ralph Sutton, Doc Cheatham, Wild Bill Davison, Page Cavanaugh, Carmen McRae, Lars Erstrand. In der Rodgers und Hart-Filmbiografie Words and Music (1948) interpretierten ´Perry Como und Allyn McLerie den Song; Peggy Lee sang ihn in dem Film Pete Kelly's Blues (1955). Auch Bill Haley & The Comets coverten den Song 1963 (Newtown NT 5024).